# Cadillac (métro de Montréal)
Pour les articles homonymes, voir Cadillac.
Cadillac (prononciation : /ka.di.jak/) est une station de la ligne verte du métro de Montréal située dans le quartier Longue-Pointe de l'arrondissement Mercier–Hochelaga-Maisonneuve. La station est inaugurée le 6 juin 1976, lors du prolongement de la ligne verte jusqu'à la station Honoré-Beaugrand.

## Origine du nom
Elle doit son nom à son emplacement sur la rue de Cadillac, baptisée en hommage à Antoine de Lamothe-Cadillac, le français qui fonde la ville de Détroit et qui fait de fréquents séjours à Montréal entre 1690 et 1710. La station s'est brièvement appelée Station De Cadillac entre mai et novembre 2014, avant que la Société de transport de Montréal ne revienne sur sa décision,.

## Œuvre d'art
Cette station comporte une œuvre d'art créée par l'artiste Jean Cartier.

### Description
Les deux couloirs d’accès de la station sont pourvus d’une murale de Jean Cartier. L’artiste a modulé des motifs ovales, privilégiant des couleurs chaudes pour le côté sud et froides pour le côté nord.

## Lignes d'autobus
|     | Service de jour        |
| 32  | Lacordaire             |
| 185 | Sherbrooke             |
| 811 | Navette Services Santé |

|     | Service Express    |
| 432 | Express Lacordaire |

|     | Service de nuit          |
| 364 | Sherbrooke/Joseph-Renaud |

## Édicules
- Sortie Sherbrooke Nord, 5995, rue Sherbrooke Est
- Sortie Sherbrooke Sud, 3315, rue De Cadillac Une station de BiXi, des vélos en libre-service, se trouve à proximité.

Les deux édicules comportent deux sorties chaqu'unes. Elles mènent vers les Rues Sherbrooke et De Cadillac.

## Principales intersections à proximité
- rue De Cadillac / rue Sherbrooke

## Centres d'intérêt à proximité
- Institut de chimie et de pétrochimie de Montréal
- Centre hospitalier Grace Dart (fermé et converti en logements abordables en 2022)
- Banque fédérale de développement
- Bureau du commissaire du travail
- Sanctuaire Marie-Reine-des-Cœurs
- Église catholique St-Fabien
- École secondaire Polyvalente Édouard-Montpetit
- École secondaire Polyvalente Louis Riel
- Centre de loisirs St-Mathieu
- parc de l’ancienne pépinière
- parc Louis Riel
- pharmacie Morin
- CLSC Olivier-Guimond

## Galerie

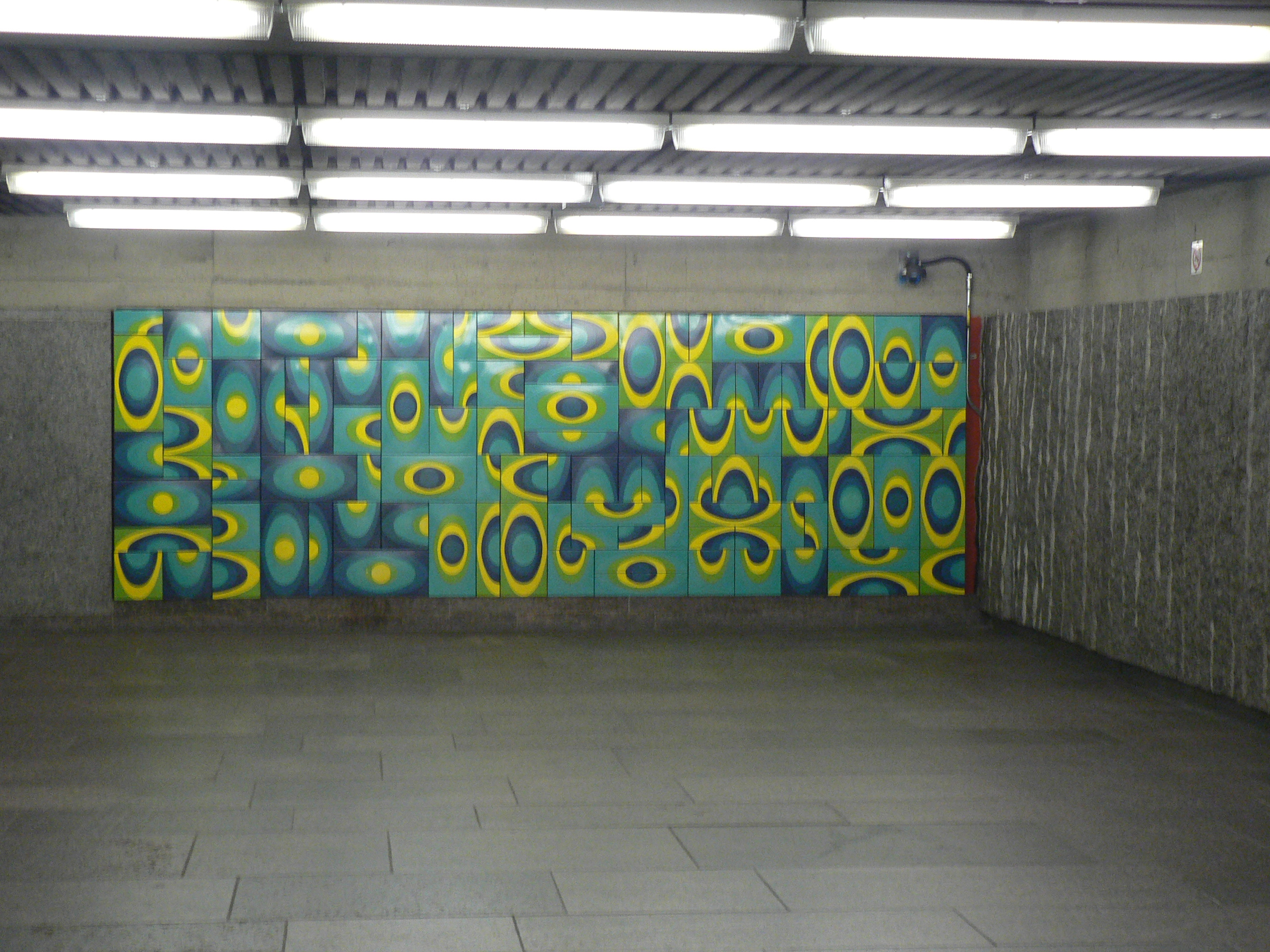
Œuvre d'art dans la station
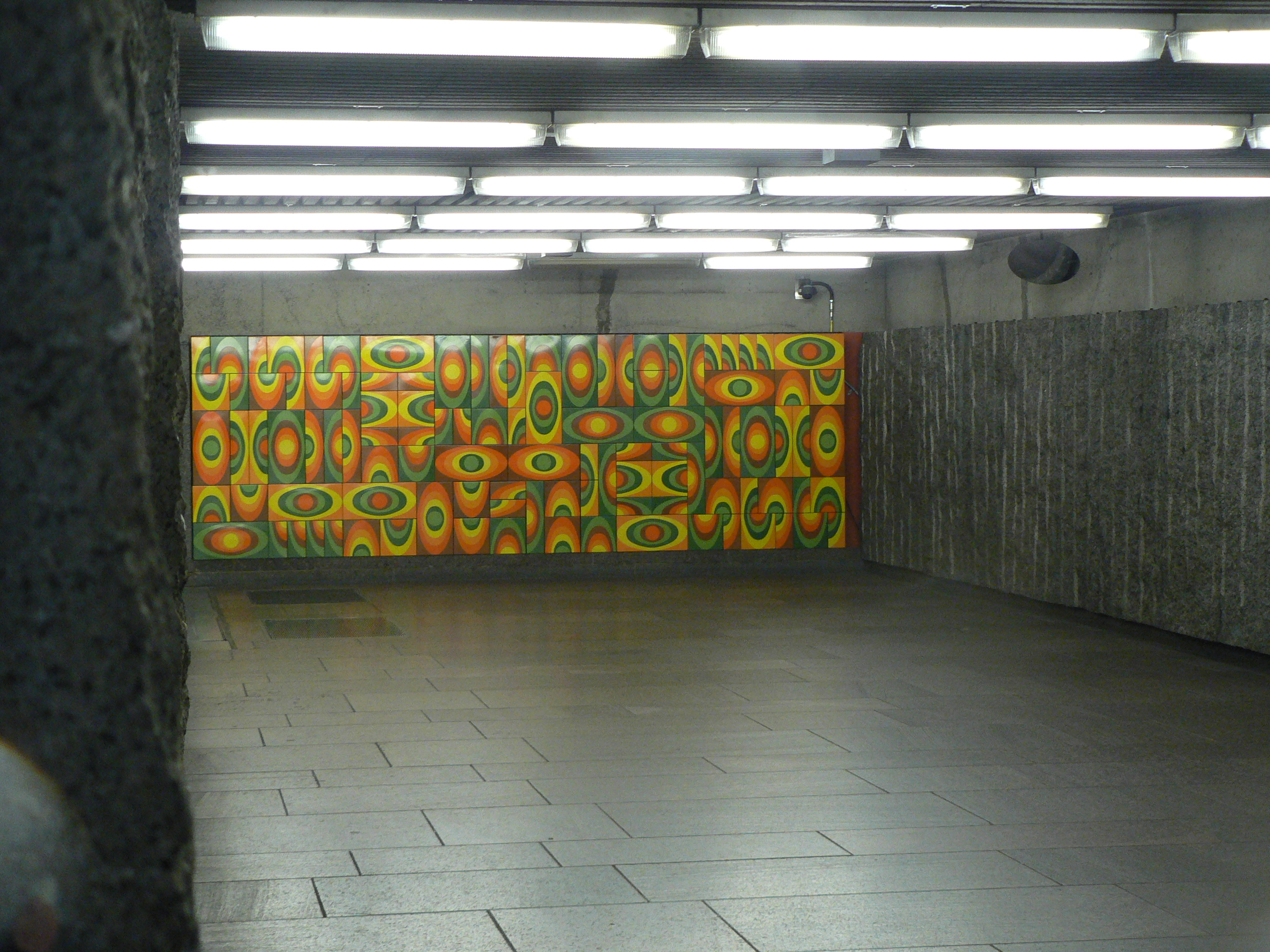
Œuvre d'art dans la station